# Renny Jaramillo
Renny Salén Jaramillo Barre (Guayaquil, Ecuador; 12 de junio de 1998) es un futbolista ecuatoriano. Juega como centrocampista y su equipo actual es Aucas de la Serie A de Ecuador.

## Trayectoria
Se inició como futbolista jugando para la Academia Alfaro Moreno, en la categoría sub-12, llegando a marcar tres goles en 13 partidos jugados, posteriormente pasa a Liga Deportiva Universitaria donde jugó en las categorías sub-14 y sub-16, estuvo hasta septiembre de 2013, volviendo al final de ese mismo año a la Academia Alfaro Moreno, después pasó por los clubes América de Quito, Universidad Católica y San Antonio, jugando para todos ellos en las categorías formativas.
En el 2015 pasa a las reservas de Independiente del Valle, logrando su debut con el plantel principal el 2 de diciembre del mismo año. En junio de 2017 es cedido a préstamo al Club Juventus de Esmeraldas, donde permaneció tres meses durante la participación del club esmeraldeño en el torneo de Segunda Categoría, para después regresar nuevamente al Independiente del Valle.
En el 2018 pasa al Alianza Cotopaxi, equipo filial de Independiente del Valle que jugaba en la Segunda Categoría, con el equipo de Latacunga consiguió el ascenso a la Serie B. 
Para la temporada 2019 en la Serie A es ascendido al plantel principal de Independiente del Valle, pero en junio del mismo año es cedido a préstamo al Independiente Juniors hasta el final del año.
El 28 de diciembre de 2019 es anunciado como nuevo refuerzo del recién ascendido 9 de Octubre Fútbol Club. En el 2020 logró el título de campeón de la Serie B y posterior ascenso a la Primera Categoría A. En 2021 fue clave para la clasificación del equipo octubrino a la Copa Sudamericana 2022, donde tendría su debut internacional en marzo de ese año ante Delfín Sporting Club en la primera fase del torneo continental. 
En 2023 fue anunciado en Delfín Sporting Club de Manta, equipo de Serie A.

## Selección nacional

### Categorías inferiores
Ha formado parte de la selección de Ecuador, en las categorías sub-17 y sub-20.

#### Participaciones en Sudamericanos
| Campeonato                  | Sede     | Resultado    | Partidos | Goles |
| --------------------------- | -------- | ------------ | -------- | ----- |
| Sudamericano Sub-17 de 2015 | Paraguay | Tercer lugar | 9        | 1     |
| Sudamericano Sub-20 de 2017 | Ecuador  | Subcampeón   | 7        | 1     |

#### Participaciones en Copas del Mundo
| Campeonato                  | Sede          | Resultado        | Partidos | Goles |
| --------------------------- | ------------- | ---------------- | -------- | ----- |
| Copa Mundial Sub-17 de 2015 | Chile         | Cuartos de final | 5        | 0     |
| Copa Mundial Sub-20 de 2017 | Corea del Sur | Fase de grupos   | 1        | 0     |

## Estadísticas

### Clubes
Actualizado al último partido disputado el 16 de agosto de 2025.
| Club                              | Temporada     | Liga  | Liga  | Copas nacionales | Copas nacionales | Copas internacionales | Copas internacionales | Total | Total |
| Club                              | Temporada     | Part. | Goles | Part.            | Goles            | Part.                 | Goles                 | Part. | Goles |
| --------------------------------- | ------------- | ----- | ----- | ---------------- | ---------------- | --------------------- | --------------------- | ----- | ----- |
| Independiente del Valle · Ecuador | 2015          | 1     | 0     | -                | -                | -                     | -                     | 1     | 0     |
| Independiente del Valle · Ecuador | 2016          | 3     | 0     | -                | -                | 0                     | 0                     | 3     | 0     |
| Juventus · Ecuador                | 2017          | 21    | 10    | -                | -                | -                     | -                     | 21    | 10    |
| Juventus · Ecuador                | Total club    | 21    | 10    | -                | -                | -                     | -                     | 21    | 10    |
| Alianza Cotopaxi · Ecuador        | 2018          | 30    | 23    | 3                | 0                | -                     | -                     | 33    | 23    |
| Alianza Cotopaxi · Ecuador        | Total club    | 30    | 23    | 3                | 0                | -                     | -                     | 33    | 23    |
| Independiente del Valle · Ecuador | 2019          | 1     | 0     | 2                | 0                | 0                     | 0                     | 3     | 0     |
| Independiente del Valle · Ecuador | Total club    | 5     | 0     | 2                | 0                | 0                     | 0                     | 7     | 0     |
| Independiente Juniors · Ecuador   | 2019          | 20    | 4     | 4                | 0                | -                     | -                     | 24    | 4     |
| Independiente Juniors · Ecuador   | Total club    | 20    | 4     | 4                | 0                | -                     | -                     | 24    | 4     |
| 9 de Octubre F. C. · Ecuador      | 2020          | 18    | 8     | 0                | 0                | -                     | -                     | 18    | 8     |
| 9 de Octubre F. C. · Ecuador      | 2021          | 27    | 1     | 2                | 0                | -                     | -                     | 29    | 1     |
| 9 de Octubre F. C. · Ecuador      | 2022          | 27    | 3     | 8                | 0                | 7                     | 0                     | 42    | 3     |
| 9 de Octubre F. C. · Ecuador      | Total club    | 72    | 12    | 10               | 0                | 7                     | 0                     | 89    | 12    |
| Delfín S. C. · Ecuador            | 2023          | 28    | 1     | 0                | 0                | 1                     | 0                     | 29    | 1     |
| Delfín S. C. · Ecuador            | Total club    | 28    | 1     | 0                | 0                | 1                     | 0                     | 29    | 1     |
| Aucas · Ecuador                   | 2024          | 30    | 3     | 2                | 0                | 2                     | 0                     | 34    | 3     |
| Aucas · Ecuador                   | 2025          | 23    | 0     | 1                | 0                | 1                     | 0                     | 25    | 0     |
| Aucas · Ecuador                   | Total club    | 53    | 3     | 3                | 0                | 3                     | 0                     | 59    | 3     |
| Total carrera                     | Total carrera | 229   | 53    | 22               | 0                | 11                    | 0                     | 262   | 53    |
| 1. 2.                             |               |       |       |                  |                  |                       |                       |       |       |

## Palmarés

### Campeonato nacionales
| Título                       | Club               | País    | Año  |
| ---------------------------- | ------------------ | ------- | ---- |
| Segunda Categoría de Ecuador | Alianza Cotopaxi   | Ecuador | 2018 |
| Serie B de Ecuador           | 9 de Octubre F. C. | Ecuador | 2020 |